# Marcello Cestaro
Marcello Cestaro (Schio, 23 luglio 1938) è un imprenditore e dirigente sportivo italiano.

## Azienda
Inizia la sua attività nel mondo del commercio fin da ragazzino, collaborando già all'inizio degli anni cinquanta nella piccola attività di grossista del padre. Nel 1963, insieme al fratello Mario, è tra i fondatori dell'unione volontaria A&O, poi Consorzio A&O italiano. Nel 1979 il Consorzio costituisce Selex Gruppo Commerciale,  di cui fa ancora oggi parte il Gruppo Unicomm, guidato dalla famiglia Cestaro.
Con Unicomm gestisce i marchi Emisfero, Famila, A&O, Mega, Emi, Hurrà, Cash and Carry e C+C in sette regioni d'Italia, con più di 230 punti vendita diretti siti in un'area che comprende tutto il Nordest, l'Umbria, le Marche, il Lazio e la Toscana. Il gruppo conta oltre 7.000 dipendenti.

## Impegni sportivi

### Basket
Dal 1987 è presidente della Basket Famila Schio, squadra femminile con la quale ha vinto 13 Scudetti, 16 Coppe Italia e 13 Supercoppe Italiane a livello nazionale e 2 Coppe Ronchetti e 1 EuroCup Women a livello internazionale.

### Hockey su ghiaccio
Sponsorizza l'Asiago Hockey (prima targato A&O e poi Emisfero) per 16 stagioni (dal 1993/94 al 2008/09), conquistando uno scudetto, due coppe Italia ed una supercoppa italiana.

### Calcio
Entra ufficialmente nel Calcio Padova nel marzo 2002 con il 5% delle quote societarie. Nel 2003 diventa l'azionista di maggioranza della società. Il 18 ottobre 2004 assume la carica di presidente della squadra biancoscudata, con la quale nella stagione 2008-2009 di Prima Divisione ha ottenuto la promozione in Serie B dopo undici anni, e nella stagione 2010-2011 sfiora la Serie A perdendo la finale play-off contro il Novara. L'8 luglio 2013 lascia la carica di presidente a Diego Penocchio mantenendo comunque il 52% della società. Penocchio era proprietario del gruppo Ormis ed ex vice-presidente del Parma, ed era coinvolto nelle vicende che avrebbero portato al fallimento del club emiliano nel 2015, per le quali sarebbe stato condannato a 2 anni e mezzo di reclusione nel 2020.
Nello stesso giorno in cui cede la presidenza a Penocchio, Cestaro assume il ruolo di consigliere nel Consiglio di amministrazione. Il 14 gennaio 2014 cede il restante 52% delle quote del Calcio Padova a Diego Penocchio che diventa così proprietario unico della societa biancoscudata. Inoltre rassegna le dimissioni da membro del Consiglio di Amministrazione del Calcio Padova S.p.A.

## Vita privata
Ha tre figli: Paolo, Laura e Lorenzo, tutti attivi nell'azienda di famiglia. Lorenzo è stato anche vicepresidente e consigliere del Calcio Padova.
Il 27 dicembre 1994 viene nominato Commendatore su proposta della Presidenza del Consiglio dei ministri, mentre il 1º giugno 2001 viene nominato Cavaliere del lavoro dal Presidente Ciampi.

## Onorificenze
- Il 30 giugno 2009 ha ricevuto il sigillo della Città di Padova. Il 27 febbraio 2010 ha ricevuto la cittadinanza onoraria dall'Amministrazione comunale con la seguente motivazione: «La Città di Padova riconoscente per l'impegno la competenza e l'entusiasmo dimostrati nella gestione della società Calcio Padova coronata nell'anno del centenario della fondazione con la promozione in serie B».[13]
- Ha ricevuto la Benemerenza sportiva da parte del Comitato Provinciale CONI di Vicenza.[14][15]